# Nikolai Luzin
Nikolai Nikolaevich Luzin (em russo:  Никола́й Никола́евич Лу́зин; Irkutsk, 9 de dezembro de 1883 — Moscou, 28 de janeiro de 1950) foi um matemático soviético/russo, conhecido por seu trabalho em teoria descritiva de conjuntos e aspectos da análise matemática com fortes conecções com a topologia geral.
Começou a estudar matemática em 1901 na Universidade Estatal de Moscou, onde seu orientador foi Dmitri Egorov. Obteve a graduação em 1905.